# ری اوکاموتو
ری اوکاموتو (انگلیسی: Rei Okamoto؛ زادهٔ ۱۸ ژوئن ۱۹۹۱) بازیگر اهل ژاپن است. وی از سال ۲۰۰۳ میلادی تاکنون مشغول فعالیت بوده‌است.
از فیلم‌ها یا برنامه‌های تلویزیونی که وی در آن نقش داشته‌است می‌توان به پری در قفس، زودباور اشاره کرد.